# Kwiecień 2022

## 30 kwietnia
- Trójkołowiec wpadł do sztucznego kanału w Itaj al-Barud w Egipcie. Zginęło ośmioro dzieci, a cztery osoby zostały uratowane[1].
- Inwazja Rosji na Ukrainę:

- Rosyjski minister spraw zagranicznych Siergiej Ławrow stwierdził, że sankcje muszą zostać zniesione w ramach negocjacji pokojowych między Ukrainą a Rosją.

## 29 kwietnia
- W wyniku zbombardowania meczetu w Kabulu w Afganistanie zginęło 10 osób, a 15 zostało rannych[3].
- Sześciu żołnierzy i czterech rebeliantów z Koalicji Patriotów na rzecz Zmian zginęło podczas strzelaniny w placówce wojskowej w Bakouma w Republice Środkowoafrykańskiej[4].
- Prezydent Rosji Władimir Putin przyjął zaproszenie na zbliżający się szczyt G20 na Bali w Indonezji, pomimo inwazji Rosji na Ukrainę. Na szczyt zaproszono także ukraińskiego prezydenta Wołodymyra Zełenskiego[5].

## 28 kwietnia
- Dziewięć osób zginęło, a 13 zostało rannych po tym, jak dwie bomby eksplodowały w dwóch autobusach z większością szyicką w Mazar-i Szarif w prowincji Balch w Afganistanie[6].
- Inwazja Rosji na Ukrainę:

- Dwie potężne eksplozje w Kijowie po atakach rakietowych przeprowadzonych przez Rosjan podczas wizyty w mieście sekretarza generalnego ONZ António Guterresa. W rosyjskim ataku rannych zostało co najmniej dziesięciu cywilów, zginął dziennikarz Radia Wolna Europa/Radio Wolność.

- Dritan Abazović został nowym premierem Czarnogóry[8].
- Mały meteor poruszający się z prędkością około 55 tys. mil/h (88 514 km/h) eksplodował nad zachodnim stanem Mississippi w Stanach Zjednoczonych, powodując kilka gromów dźwiękowych[9].

## 27 kwietnia
- Inwazja Rosji na Ukrainę:

- Ukraińskie Siły Powietrzne uderzyły w wieżę telewizyjną w Chersoniu pociskiem rakietowym, tymczasowo zmuszając rosyjską telewizję do wyłączenia anteny w okupowanym obwodzie chersońskim.
- Rosja stwierdziła, że w nocy zaatakowała 59 ukraińskich obiektów zbrojeniowych, w tym w skład w obwodzie zaporoskim, w którym przechowywano broń ze Stanów Zjednoczonych i Europy.
- Rosja stwierdziła, że obrona przeciwlotnicza zestrzeliła ukraiński bezzałogowiec nad obwodem kurskim, podczas gdy w obwodzie biełgorodzkim zgłoszono kilka eksplozji i pożar składu amunicji. Ukraina opisała eksplozje w Rosji jako „odpłatę” i „karmę” za inwazję Moskwy.
- Ołeksandr Kobets został de facto merem miasta Chersoń, okupowanego od 2 marca tego roku przez siły rosyjskie.

- Gazprom podał, że „całkowicie zawiesił dostawy gazu” do spółek gazowych Polski i Bułgarii „z powodu braku płatności w rublach”. Bułgaria, Polska i Unia Europejska potępiły zawieszenie dostaw[14]. Wstrzymanie dostaw gazu do Polski i Bułgarii spowodowało wzrost cen gazu ziemnego, a także spowodowało, że rubel rosyjski w handlu moskiewskim osiągnął najwyższy poziom w stosunku do euro od 2 lat[15][16].
- Republika Środkowoafrykańska przyjęła bitcoin jako legalny środek płatniczy, po tym, jak ustawodawca jednogłośnie zatwierdził ustawę[17].

## 26 kwietnia
- 20 wyznawców islamu zginęło podczas zamieszek w Gonder w regionie Amhara w Etiopii[18].
- Pandemia COVID-19: Według stanu na 26 kwietnia liczba potwierdzonych zakażeń na całym świecie przekroczyła 510 milionów, zaś liczba zgonów to ponad 6,2 miliona osób[19].
- Inwazja Rosji na Ukrainę:

- Według władz ukraińskich rosyjskie uderzenie rakietowe zniszczyło strategiczny most przez ujście Dniestru w obwodzie odeskim.
- Niemcy zapowiedziały dostawę na Ukrainę 50 czołgów przeciwlotniczych Gepard, pierwszej ciężkiej broni dostarczonej przez ten kraj od początku inwazji Rosji.

- Gazprom zapowiedział, że przestanie dostarczać gaz ziemny do Polski i Bułgarii gazociągiem Jamał–Europa, ponieważ oba kraje odrzuciły rosyjskie żądanie zapłaty za dostawy paliw kopalnych w rublach rosyjskich. Polska nie przewidywała przerw w dostawach gazu ziemnego. Jednak wstrzymanie dostaw gazu do Bułgarii „stanowi poważne wyzwanie dla bezpieczeństwa dostaw do tego kraju”, ponieważ Bułgaria jest prawie całkowicie uzależniona od rosyjskiego gazu[22][23].
- W wieku 74 lat zmarł Klaus Schulze, pionier rocka elektronicznego[24].

## 25 kwietnia
- Inwazja Rosji na Ukrainę:

- Miały miejsce dwa duże pożary w rafinerii ropy naftowej i magazynie wojskowym w Briańsku w Rosji.
- Mer Chersonia Ihor Kołychajew ogłosił, że siły rosyjskie przejęły kontrolę nad Radą Miejską Chersonia.
- Po zbombardowaniu przez Rosję rafinerii ropy naftowej w Krzemieńczuku w obwodzie połtawskim zginęła jedna osoba, a 7 zostało rannych.
- Władze regionalne podały, że w wyniku nalotów na miasta Żmerynkę i Koziatyn w obwodzie winnickim zginęło pięć osób.

- Elon Musk kupił za 44 miliardy dolarów serwis społecznościowy Twitter udostępniający usługę mikroblogowania. Jest to jedna z największych tego typu transakcji w historii[29].
- W Strefie Gazy odnaleziono wapienny posąg kananejskiej bogini Anat z 2500 roku p.n.e.[30]

## 24 kwietnia
- Co najmniej 168 osób zginęło, a 98 zostało rannych podczas trzydniowego starcia między Arabami i nie-Arabami w Zachodnim Darfurze w Sudanie[31].
- W atakach dżihadystów na posterunki wojskowe w prowincji Soum w Burkina Faso zginęło 15 żołnierzy i cywilów, a około 20 zostało rannych[32].
- Inwazja Rosji na Ukrainę:

- Ukraińskie władze stwierdziły, że jedna osoba została zabita w wyniku nocnego ostrzału w obwodzie dniepropietrowskim.
- Sekretarz stanu USA Antony Blinken i sekretarz obrony Lloyd Austin przyjechali na Ukrainę i spotkali się z ukraińskim prezydentem Wołodymyrem Zełenskim. Podczas amerykańskiej wizyty w Kijowie Zełenski został poinformowany o zatwierdzonej nowej pomocy wojskowej dla Ukrainy.

- Druga tura wyborów prezydenckich we Francji przyniosła zwycięstwo urzędującemu prezydentowi Emmanuelowi Macronowi, który uzyskał 58,55% poparcia i pokonał rywalkę Marine Le Pen (41,45%)[35].
- Liberalna, proekologiczna partia Ruch Wolności zwyciężyła w wyborach parlamentarnych w Słowenii[36].

## 23 kwietnia
- Synod Kościoła Ewangelicko-Augsburskiego w RP wybrał wiceprezesa i radców Konsystorza w nowej kadencji. Wiceprezesem Konsystorza został dr Emir Kasprzycki[37].
- Ponad 100 osób zginęło w wyniku eksplozji nielegalnego składu ropy naftowej w stanie Rivers w Nigerii[38].
- Dziesięć osób zginęło, a 16 uznano za zaginione, gdy łódź wycieczkowa zatonęła u wybrzeży japońskiej wyspy Hokkaido[39].
- Inwazja Rosji na Ukrainę:

- Infrastruktura w Odessie na południu Ukrainy była celem ataków lotniczych, w których zginęło co najmniej pięć osób, a 18 zostało rannych.

## 22 kwietnia
- Co najmniej 33 osoby zginęły, a 43 zostały ranne w zamachu bombowym na meczet w Kunduz w Afganistanie[41].
- Inwazja Rosji na Ukrainę:

- Generał major Rustam Minnekajew przyznał, że celem „drugiej fazy” inwazji na Ukrainę jest całkowite zajęcie Donbasu i południowej Ukrainy oraz utworzenie korytarza lądowego z rosyjskim Naddniestrzem, okupowaną republiką separatystyczną, która jest uznawana na arenie międzynarodowej jako część Mołdawii. Dodał, że istniały „dowody na to, że ludność rosyjskojęzyczna jest uciskana” w Naddniestrzu, nie podając dalszych szczegółów w swoich oskarżeniach. Ministerstwo Obrony Ukrainy skrytykowało to oświadczenie i oskarżyło Rosję o imperializm.
- Mer Bałakliji w obwodzie charkowskim został oskarżony przez władze ukraińskie o zdradę za przyjęcie pomocy od rosyjskich sił okupacyjnych. Uważa się, że burmistrz wraz z rodziną uciekł do Rosji.

- W Bośni i Hercegowinie miało miejsce trzęsienie ziemi o sile sześciu stopni w skali Richtera. Epicentrum znajdowało się ok. 30 km na północny zachód od miejscowości Bileća i 15 km na południowy wschód od miasta Stolac, hipocentrum znajdowało się na głębokości 2 km. Nie było doniesień o ofiarach[46].

## 21 kwietnia
- W zamachu bombowym na szyicki meczet w Mazar-i Szarif w prowincji Balch w Afganistanie zginęło 31 osób, a 87 zostało rannych. Państwo Islamskie przyznało się do zamachu[47].
- Dżihadyści Boko Haram napadli na miasto Geidam w stanie Yobe w Nigerii, zabijając 12 osób. Kilka budynków zostało zniszczonych, w tym szkoła[48].
- Inwazja Rosji na Ukrainę:

- Władimir Putin zakazał swoim żołnierzom szturmowania budynku huty żelaza i stali Azowstal w Mariupolu w obwodzie donieckim, opisując proponowane plany jako „niepraktyczne” i zamiast tego nakazał blokadę tego obszaru.

- Rankiem u wybrzeża Nikaragui wystąpiło silne trzęsienie ziemi o magnitudzie 6,9. Jego hipocentrum znajdowało się na głębokości 5 km. Do trzęsienia doszło ok. 69 km od miasta San Rafael del Sur. Nie było doniesień o ofiarach i zniszczeniach[50].

## 20 kwietnia
- Co najmniej 20 osób zginęło, a 50 zostało rannych w starciach w regionie Amhara w Etiopii[51].
- 20 osób zginęło, a co najmniej jedna została ranna, gdy minibus zderzył się z innym pojazdem w stanie Bauczi w Nigerii[52].
- Sześć osób zginęło, a 19 zostało rannych w zamachu bombowym na targu bydła w stanie Taraba we wschodniej Nigerii. Napastnik również zginął w eksplozji. Państwo Islamskie przyznało się do ataku[53].
- W wyniku serii wybuchów metanu w KWK Pniówek, zginęło 5 górników, 30 zostało rannych, a 7 uznano za zaginionych[54].
- Inwazja Rosji na Ukrainę:

- Doradca prezydenta Ołeksij Arestowycz podał, że Ukraina blokuje próby rosyjskiego natarcia na Słowiańsk.
- Ukraiński negocjator Mychajło Podolak stwierdził, że Ukraina jest gotowa przeprowadzić specjalną rundę negocjacji w Mariupolu w celu „ratowania naszych ludzi, pułku „Azow”, wojska, cywilów, dzieci, żywych i rannych”.

- W wieku 67 lat zmarła na nowotwór kości Erwina Ryś-Ferens, polska łyżwiarka, medalistka mistrzostw Europy i świata, olimpijka[57].

## 19 kwietnia
- Inwazja Rosji na Ukrainę:

- Cztery osoby zginęły w rosyjskim ataku rakietowym na osiedle mieszkaniowe w Charkowie.
- Ukraina stwierdziła, że siły rosyjskie rozpoczęły ofensywę militarną w Donbasie. W wielu miastach odnotowano silne eksplozje.

- Co najmniej sześć osób zginęło, a wiele zostało rannych w wyniku bombardowania szkoły w Kabulu w Afganistanie[61].
- Trzęsienie ziemi o magnitudzie 6,2 wystąpiło na wyspie Mindanao na Filipinach. Wstrząsy o sile 5,4 nawiedziły również o 8:16 czasu lokalnego prefektury Ibaraki i Fukushima oraz inne części Japonii. Trzęsienie powstało w śródlądowej części Fukushimy na głębokości około 93 km[62].
- W wieku 60 lat zmarł Jarosław Hyk, opozycjonista, działacz Solidarności Walczącej, przejechany w stanie wojennym przez ciężarówkę ZOMO[63].
- W wieku 119 lat zmarła Kane Tanaka, japońska superstulatka uznawana za najstarszą żyjącą zweryfikowaną osobę na świecie[64].
- Stany Zjednoczone stwierdziły, że zabronią testów rakiet antysatelitarnych[65].

## 18 kwietnia
- Inwazja Rosji na Ukrainę:

- Wojska rosyjskie zdobyły miasto Kreminna w obwodzie ługańskim. Władze lokalne stwierdziły, że podczas próby ucieczki z miasta zastrzelono czterech uchodźców.
- Rosyjskie ministerstwo obrony podało, że zniszczono w ciągu nocy 16 ukraińskich obiektów wojskowych, w tym pięć stanowisk dowodzenia, skład paliwa i trzy magazyny amunicji. Rosja stwierdziła też, że zestrzeliła dwa ukraińskie MiG-29 i jeden Su-25.
- Igor Kastyukevich został de facto merem Chersonia, jedynej ukraińskiej stolicy obwodu zdobytej podczas rosyjskiej inwazji na Ukrainę.

## 17 kwietnia
- Ponad 70 bojowników Państwa Islamskiego – Afryka Zachodnia zginęło podczas nalotów Nigru i Nigerii na granicy obu krajów[69].
- Inwazja Rosji na Ukrainę:

- Sześć osób zginęło w wyniku rosyjskich ataków rakietowych na Lwów.
- Rosyjskie Siły Zbrojne postawiły ultimatum ostatnim pozostałym oddziałom ukraińskim i „zagranicznym bojownikom” wciąż utrzymującym się w hucie żelaza i stali Azowstal w Mariupolu do godziny 6:00 rano czasu moskiewskiego, aby złożyli broń i poddali się siłom rosyjskim. Obrońcy portu zignorowali ultimatum, a rosyjskie Ministerstwo Obrony zagroziło, że „wszyscy zostaną wyeliminowani”.
- Według polskiej Straży Granicznej po raz pierwszy od rozpoczęcia rosyjskiej inwazji na Ukrainę wjechało więcej Ukraińców niż ją opuściło.

- W regionie pacyficznego pierścienia ognia doszło do dwóch silnych trzęsień ziemi. W Vanuatu zjawisko miało magnitudę 5,8 i wystąpiło na głębokości 200 km, natomiast drugie w Indonezji miało magnitudę 5,6 i doszło do niego na głębokości 5 km[74].

## 16 kwietnia
- Inwazja Rosji na Ukrainę:

- Rosyjskie Siły Powietrzne przeprowadziły naloty na Kijów.
- Rosyjskie uderzenia rakietowe uderzyły w Charków, zabijając jedną osobę. Z kolei w wyniku ataku rakietowego została zniszczona restauracja prowadzona przez World Central Kitchen.
- Podobno rosyjski oligarcha Roman Abramowicz odwiedził Kijów w celu wznowienia rozmów pokojowych między Rosją a Ukrainą.

- Chińscy astronauci Ye Guangfu, Wang Yaping i Zhai Zhigang ze statku kosmicznego Shenzhou 13 z powodzeniem wylądowali w Mongolii Wewnętrznej po spędzeniu 183 dni w kosmosie. Podczas lotu kosmicznego Wang Yaping została pierwszą Chinką, która odbyła spacer kosmiczny[79].

## 15 kwietnia
- Co najmniej 39 osób zginęło w kilku nalotach w Pakistanie na przygranicznych obszarach afgańskich prowincji Chost i Kunar, rzekomo wymierzonych w członków Tehrik-i-Taliban Pakistan (TTP)[80].
- Co najmniej 35 osób zginęło, a 71 zostało rannych, gdy autobus przewożący wiernych na wielkanocne zgromadzenie rozbił się w mieście Chipinge w Zimbabwe[81].
- Inwazja Rosji na Ukrainę:

- Rosja przeprowadziła ataki rakietowe na Kijów, twierdząc, że są one odwetem za ataki na położone w Rosji miasta Biełgorod i Briańsk w kwietniu 2022 roku.

- Rosja zablokowała Radio France Internationale i rosyjskie wydanie The Moscow Times[83].

## 14 kwietnia
- Co najmniej 42 osoby zginęły podczas ataków arabskich bojowników na spornym obszarze Abyei między Sudanem a Sudanem Południowym[84].
- Liczba ofiar śmiertelnych powodzi i osunięć ziemi spowodowanych przez burzę tropikalną Megi na Filipinach wzrosła do 115 osób[85].
- Inwazja Rosji na Ukrainę:

- Władze rosyjskie stwierdziły, że tymczasowo ewakuowały całą populację dwóch wiosek po tym, jak siły ukraińskie rzekomo ostrzelały rosyjską osadę Spodaryushino w obwodzie biełgorodzkim.
- Rosja podała, że dwa ukraińskie helikoptery „wykonały co najmniej sześć nalotów na budynki mieszkalne we wsi Klimowo” w obwodzie briańskim, raniąc siedem osób. Ukraina zaprzeczyła oskarżeniom, twierdząc, że Rosjanie sami ostrzelali wieś w ramach planu „rozpalenia antyukraińskiej histerii”.
- Rosyjskie ministerstwo obrony potwierdziło, że flagowy okręt rosyjskiej marynarki wojennej krążownik rakietowy Moskwa zatonął na Morzu Czarnym po eksplozji i pożarze na pokładzie. Ukraina stwierdziła, że uderzyła w okręt dwiema rakietami przeciwokrętowymi Neptun.

## 13 kwietnia
- 28 osób zginęło w wyniku wywrócenia się łodzi w stanie Sokoto w Nigerii[90].
- 18 osób zginęło, gdy ciężarówka przewożąca 29 osób przewróciła się w prowincji Papua Zachodnia w Indonezji[91].
- 10 osób zginęło, a 14 zostało rannych, gdy ciężarówka zderzyła się z autobusem turystycznym w Asuanie w Egipcie[92].
- Liczba ofiar śmiertelnych powodzi w prowincji KwaZulu-Natal w RPA w ciągu ostatnich pięciu dni wzrosła do 300 osób[93].
- Inwazja Rosji na Ukrainę:

- Gubernator obwodu charkowskiego Ołeh Synjehubow powiedział, że w ciągu ostatniej doby w obwodzie zginęło siedem osób, a 22 zostały ranne.
- Rosyjskie ministerstwo obrony stwierdziło, że około tysiąca ukraińskich marines poddało się Rosji w Mariupolu. Ukraina nie skomentowała tych doniesień.
- Ukraińskie wojsko poinformowało, że uderzyło krążownik rosyjskiej marynarki wojennej Moskwa dwoma pociskami przeciwokrętowymi Neptun.
- Stany Zjednoczone zadeklarowały, że wyślą na Ukrainę dodatkowe 800 mln dolarów pomocy wojskowej, a także broń ciężką, w tym systemy artyleryjskie, pociski artyleryjskie, transportery opancerzone, śmigłowce Mi-17 przeniesione z Afganistanu, 300 dronów Switchblade i bezzałogowe pojazdy naziemne do obrony wybrzeża. Z kolei wiceminister spraw zagranicznych Rosji Siergiej Riabkow ostrzegł, że Rosja będzie postrzegać pojazdy amerykańskie i NATO dostarczające broń na terytorium Ukrainy jako uzasadnione cele wojskowe. Dodał, że wszelkie próby Zachodu wyrządzenia znacznych szkód wojskowym Rosji lub jej separatystycznym sojusznikom na Ukrainie będą „surowo tłumione”.
- Prezydenci Polski Andrzej Duda, Litwy Gitanas Nausėda, Łotwy Egils Levits i Estonii Alar Karis przyjechali do Kijowa na spotkanie z prezydentem Ukrainy Wołodymyrem Zełenskim.

- Trzęsienie ziemi o sile 6,3 nawiedziło wyspę Nowa Brytania w Papui-Nową Gwinei. Trzęsienie miało miejsce na głębokości 140 km. Nie odnotowano zniszczeń ani ofiar[100].

## 12 kwietnia
- Powodzie w Afryce Południowej, głównie w mieście Durban, zabiły co najmniej 250 osób, a wiele innych uznano za zaginione[101].
- Uzbrojeni pasterze Fulani zabili 23 osoby w stanie Benue w Nigerii[102].
- 17 osób zostało rannych podczas masowej strzelaniny i ataku bombą dymną na stacji 36th Street w Brooklynie w Nowym Jorku w Stanach Zjednoczonych[103].

## 11 kwietnia
- Władze Nigerii stwierdziły, że w serii ataków w stanie Plateau zginęło 50 osób, a 70 zostało porwanych[104].
- Co najmniej 25 osób zginęło podczas powodzi i osuwisk spowodowanych przez burzę tropikalną Megi na Filipinach[105].
- Inwazja Rosji na Ukrainę:

- Prezydent Ukrainy Wołodymyr Zełenski ogłosił, że miasto Mariupol zostało „całkowicie zniszczone”, uważając, że liczba ofiar śmiertelnych wyniosła „dziesiątki tysięcy”.
- Gubernator obwodu donieckiego Pawło Kyrylenko stwierdził, że w wyniku ataków rakietowych w regionie zginęły trzy osoby, a osiem zostało rannych.

## 10 kwietnia
- Inwazja Rosji na Ukrainę:

- W pobliżu wsi Buzowa w obwodzie kijowskim odkryto masowy grób ukraińskich cywilów. Prokurator generalny Ukrainy Iryna Wenediktowa stwierdziła, że w obwodzie kijowskim odkryto dotychczas 1222 ciała.
- Dwie osoby zginęły, a kilka zostało rannych w wyniku rosyjskiego ostrzału w mieście Dergacze w obwodzie charkowskim.
- Międzynarodowy port lotniczy Dniepr został całkowicie zniszczony przez rosyjskie ataki rakietowe. Pięć osób zostało rannych.

- Podczas masowej strzelaniny w wioskach Tangi i Bir Dagig w Zachodnim Darfurze w Sudanie zginęło 12 osób, a 10 zostało rannych[112].
- Pierwsza tura wyborów prezydenckich we Francji nie przyniosła rozstrzygnięcia. Urzędujący prezydent Emmanuel Macron wygrał pierwszą turę z 28,1% głosów i zmierzy się z Marine Le Pen (23,3% głosów), w drugiej turze zaplanowanej na 24 kwietnia[113][114].

## 9 kwietnia
- Inwazja Rosji na Ukrainę:

- Cztery osoby w Wuhłedarze i jedna osoba w Nowomychajłówce w rejonie Marinka giną w wyniku ostrzału rosyjskiego. Dwie osoby zostały ranne.
- Ukraińska minister ds. reintegracji terytoriów czasowo okupowanych Iryna Wereszczuk poinformowała, że prezydent Zełenski zarządził trzecią wymianę więźniów z Rosją, w ramach której na Ukrainę wróciło 12 żołnierzy i 14 cywilów.

- Trzęsienie ziemi o magnitudzie 5,2 nawiedziło miasto Pütürge w prowincji Malatya we wschodniej Turcji. Wstrząs został zarejestrowany na głębokości 6,7 km. Nie odnotowano żadnych ofiar ani poważnych szkód[117].
- S&P Global Ratings obniżył rating rosyjskich zobowiązań zagranicznych do „SD” (selektywna niewypłacalność), ponieważ rosyjski rząd zdecydował się użyć rubli do spłaty swoich obligatariuszy zamiast używać dolarów, jak przewidziano. S&P spodziewa się jednak, że Rosja nadal będzie wywiązywać się ze swoich pozostałych zobowiązań płatniczych[118].

## 8 kwietnia
- Inwazja Rosji na Ukrainę:

- 57 osób zginęło, a ok. 110 zostało rannych w ataku rakietowym na dworzec kolejowy w Kramatorsku.

- Co najmniej 12 żołnierzy i czterech bojowników paramilitarnych zginęło, a 21 zostało rannych podczas ataku na bazę wojskową w Namissiguimie w Burkina Faso[121].

## 7 kwietnia
- Co najmniej 11 osób zginęło, a kilkanaście zostało rannych w osuwisku w gminie Abriaquí w Kolumbii[122].
- Osiem osób zginęło, a trzy zostały ranne w wyniku eksplozji w barze w obozie wojskowym w Goma, Kiwu Północne, Demokratyczna Republika Konga. Przyczyny wybuchu nie były nieznane[123].
- Inwazja Rosji na Ukrainę:

- Gubernator obwodu ługańskiego Serhij Hajdaj poinformował, że wszystkie szpitale w obwodzie zostały doszczętnie zniszczone przez siły rosyjskie. Rosja zaprzecza temu twierdzeniu, oskarżając Ukrainę o niszczenie własnych szpitali. Z kolei mer Borys Fiłatow stwierdził, aby wszystkie kobiety, dzieci i osoby starsze opuściły Dniepr w ramach przygotowań do ewentualnego rosyjskiego ataku.
- Izba Reprezentantów Stanów Zjednoczonych zagłosowała 420–3 za przyjęciem przepisów zawieszających normalne stosunki handlowe z Rosją i Białorusią po inwazji na Ukrainę. Następnie Senat zagłosował 100–0 za przyjęciem ustawy, wysyłając ją do zatwierdzenia prezydentowi Joe Bidenowi.

- Według artykułu opublikowanego w Science, w organizmach oceanicznych znaleziono ponad 5000 nowych gatunków wcześniej nieodkrytych wirusów RNA i zaproponowano pogrupowanie ich w pięć nowych typów[127].
- HD1, najdalsza znana galaktyka, została odkryta w odległości 13,5 miliarda lat świetlnych od Ziemi[128][129].

## 6 kwietnia
- Inwazja Rosji na Ukrainę:

- Siły rosyjskie ostrzeliwały Siewierodonieck w obwodzie ługańskim, podpalając dziesięć wieżowców.
- Według doniesień, dwóch cywilów zostało zabitych przez rosyjskie wojsko w Wuhłedarze w obwodzie donieckim. Według ukraińskich władz rannych zostało pięć osób.
- Rosja stwierdziła, że zakończy swoją inwazję, jeśli prezydent Ukrainy Wołodymyr Zełenski zgodzi się na warunki ustalone w trakcie negocjacji, a konkretnie na prawną gwarancję, że Ukraina nie przystąpi do NATO poprzez zmianę ukraińskiej konstytucji na taki zapis. Rosja podała również, że zawiesiła operacje w Kijowie jako „gest dobrej woli” w celu promowania rozmów pokojowych.

## 5 kwietnia
- Human Rights Watch stwierdziło, że malijskie wojsko i najemnicy z Grupy Wagnera zmasakrowali ponad 300 cywilów w mieście Mourrah podczas dziewięciodniowej operacji przeciw rebeliantom w marcu tego roku[133][134].
- Co najmniej 15 osób zginęło, a kilkanaście zostało rannych w ataku na bazę wojskową w Birnin Gwari w stanie Kaduna w Nigerii[135].
- Pięć osób zginęło, a 10 zostało rannych, gdy pociąg zderzył się z furgonetką w Mindszent na Węgrzech[136].
- Inwazja Rosji na Ukrainę:

- Statek pod banderą Dominiki zacumowany w porcie w Mariupolu został trafiony przez artylerię rosyjskiej marynarki wojennej. Jedna osoba została ranna, jednak wszyscy członkowie załogi zostali ewakuowani.
- Dania, Estonia, Włochy, Portugalia, Rumunia, Słowenia, Hiszpania i Szwecja wydalili ze swoich krajów ponad 100 rosyjskich pracowników dyplomatycznych. Łotwa zamknęła rosyjskie konsulaty w Dyneburgu i Lipawie, a Estonia zamknęła rosyjskie placówki dyplomatyczne w Narwie i Tartu. Działania te były reakcją na ujawnioną niedawno masakrę w Buczy.

## 4 kwietnia
- Katastrofa kolejowa w Demokratycznej Republice Konga. W prowincji Lualaba wykoleił się pociąg, w katastrofie zginęło siedem osób i rannych zostało 14[140].
- Pandemia COVID-19: Według stanu na 4 kwietnia liczba potwierdzonych zakażeń na całym świecie przekroczyła 492 miliony, zaś liczba zgonów to ok. 6,2 miliona osób[141].
- Inwazja Rosji na Ukrainę:

- Prezydent Ukrainy Wołodymyr Zełenski zapowiedział, że rozmowy pokojowe będą kontynuowane pomimo masakry w Buczy.

- Astronomowie ogłosili odkrycie K2-2016-BLG-0005Lb, egzoplanety podobno przypominającej Jowisza. Odkrycia dokonano za pomocą wycofanego Teleskopu Kosmicznego Keplera[143].

## 3 kwietnia
- 21 osób zginęło podczas ataku Sojuszu Sił Demokratycznych (ADF) na wioskę Masambo w Demokratycznej Republice Konga[144].
- Inwazja Rosji na Ukrainę:

- W Odessie odnotowano duże eksplozje, w wyniku czego mieszkańcy szukali miejsce do schronienia. Ukraińscy urzędnicy stwierdzili, że rosyjskie siły powietrzne wystrzeliły na miasto pociski, a część z nich została przechwycona.
- Rzeź w Buczy: Human Rights Watch, niezależna grupa zajmująca się prawami człowieka, stwierdziła, że udokumentowała zarzuty dotyczące zbrodni wojennych popełnionych przez siły rosyjskie na Ukrainie przeciwko cywilom, w tym gwałty, doraźne egzekucje i grabież mienia cywilnego. Z kolei przywódcy Stanów Zjednoczonych, Unii Europejskiej i NATO zareagowali na doniesienia o masakrze w Buczy, oskarżając rosyjskie siły zbrojne o zbrodnie wojenne i wzywając do zaostrzenia sankcji wobec Rosji.

- Na Węgrzech odbyły się wybory parlamentarne, które wygrała partia Fidesz obecnego premiera Viktora Orbána, zdobywając większość mandatów i zachowując większość w parlamencie[148].
- W wyborach w Serbii prezydent Aleksandar Vučić został ponownie wybrany, zdobywając 60% głosów, a jego partia Serbska Partia Postępowa zdobyła najwięcej głosów w wyborach do Zgromadzenia Narodowego (42,9%), choć nie zdobyła ogólnej większości mandatów[149].

## 2 kwietnia
- Inwazja Rosji na Ukrainę:

- Rzeź w Buczy: Po odbiciu miasta przez siły ukraińskie na ulicach Buczy znaleziono setki martwych cywilów. Dziennikarze i siły ukraińskie stwierdziły, że mają dowody zbrodni wojennych popełnionych przez wojsko rosyjskie.
- Ukraina odzyskała pełną kontrolę nad obwodem kijowskim, gdy ostatnie wojska rosyjskie wycofały się na Białoruś.
- Mieszkańcy stwierdzili, że Rosjanie brutalnie rozpędzili proukraińską demonstrację w Enerhodarze. Kilku protestujących zostało aresztowanych. Przypuszcza się, że wojska rosyjskie użyły również eksplozji w celu rozproszenia tłumu.

- Australia i Indie podpisały umowę handlową o wartości 12,6 miliarda dolarów australijskich, mającą na celu wzmocnienie indyjskiego sektora produkcyjnego poprzez umożliwienie dostępu do większej ilości surowców, a także zmniejszenie zależności Australii od Chin po tym, jak Chiny nałożyły sankcje na niektóre australijskie towary po kilku sporach politycznych[154].

## 1 kwietnia
- Inwazja Rosji na Ukrainę:

- Siły ukraińskie odbiły miasto Bucza w obwodzie kijowskim w wyniku wycofania się wojsk rosyjskich. Siły ukraińskie odbiły również miasto Irpień po wypędzeniu ostatnich wojsk rosyjskich. Burmistrz Ołeksandr Markuszyn potwierdził, że miasto zostało w pełni wyzwolone.
- Rosja stwierdziła, że ukraińskie siły powietrzne przeprowadziły nalot na Biełgorod, uderzając w kilka obiektów paliwowych. Filmy w mediach społecznościowych pokazywały nisko lecące helikoptery szturmowe strzelające rakietami do składu paliwa.

- Wojna domowa w Mali: Według Mali zabito 203 bojowników w dziewięciodniowej operacji wojskowej trwającej od 23 marca do 1 kwietnia tego roku[158].
- Osiem osób zginęło, a 20 zostało rannych podczas zawalenia się kopalni węgla w Aleksinac w Serbii[159].
- Po spotkaniu z rdzennymi delegatami z Kanady papież Franciszek przeprosił za „godne ubolewania zachowanie” członków Kościoła katolickiego za działania w prowadzonym przez kościół systemie szkół rezydencyjnych[160].